# No Matter What
No Matter What — песня из мюзикла Whistle Down the Wind. С ней группа в 1998 году Boyzone возглавила хит-парад Великобритании.
Песню также исполняли Мит Лоуф, включивший её в свой альбом The Very Best of Meat Loaf, и Andrea Ross, выпустившая эту песню в альбоме Moon River.